# Furlanija
██ Područje gdje se govori furlanski
██ Područje gdje se govori furlanski uz druge jezike (bavarski, venecijanski i slovenski)
██ Područje gdje je prisutan utjecaj furlanskog
██ † Područje na kojem se prije govorio furlanski (tijekom 1890-ih)
Furlanija (furlanski: Friul, Friułi, njemački: Friaul, talijanski: Friuli) povijesna je pokrajina koja se nalazi na sjeveroistoku Italije. S Julijskom krajinom čini autonomnu regiju Furlanija-Julijska krajina. U Furlaniji živi narod Furlani koji govori furlanski.

## Povijest
Tijekom antike u Furlaniji su živjeli Liguri, a poslije Veneti. Područje Furlanije su u 2. stoljeću pr. Kr. pokorili Rimljani. Rimljani su 181. pr. Kr. osnovali Akvileju, a kasnije Forum Iulii (današnji Čedad). Od imena potonjeg grada nastalo je talijansko ime Furlanije, Friuli. Furlaniju u 6. stoljeću osvajaju Langobardi, a 774. Franci. Franci joj daju status markgrofovije. Erih, markgrof Furlanije, je 799. ratovao protiv Avarskog Kaganata i Hrvata. Četiri godine kasnije Hrvatska je pala pod franačku vlast. Furlanski markgrofovi Kadaloh i Balderik su ratovali protiv Ljudevita Posavskog (Ljudevitov ustanak). Bavarskoj je 952. pripala Furlanija. Svetorimski car Henrik IV. je 1077. poklonio Furlaniju akvilejskom patrijarhu. Mletačka Republika je 1420. stekla većinski dio Furlanije, dok su gorički grofovi stekli manji dio kojeg su držali do 1500. kada je taj dio zauzela Habsburška Monarhija. Godine 1815. održan je Bečki kongres, kojim su čitavu Furlaniju dobili Habsburgovci. Područje Furlanije koje je prije kontrolirala Mletačka Republika, 1866. je postala dio Kraljevine Italije. Istočni dio Furlanije je postao dijelom Italije nakon Prvog svjetskog rata.